# 일산초등학교 (울산)
일산초등학교는 대한민국 울산광역시 동구에 있는 공립 초등학교이다.

## 학교 연혁
- 1979.05.20 학교 설립인가
- 1982.03.02 개교(19학급 편성)
- 1985.02.28 미포초등학교 24학급 분리
- 1986.03.07 병설유치원 개원(2학급 편성)
- 1987.04.19 화정초등학교 12학급 분리
- 1991.03.01 명덕초등학교 13학급 분리
- 2000.11.10 울산광역시 장학컨설팅 운영
- 2002.03.01 특수여건학교 지정
- 2002.10.17 안전교육 연구유치원 보고회
- 2002.11.01 교실수업방법개선 연구학교 보고회
- 2003.12. 기초질서 우수학교 선정
- 2003.12. 광역수준 유치원평가 최우수유치원 선정
- 2003.12. 광역수준 학교평가 최우수학교 선정
- 2005.02.20 23회 졸업장수여식(총 6132명)
- 2005.03.01 27학급 편성(특수학급1)
- 2005.10.18 시지정 창의력계발교육연구학교 보고회
- 2006.02.21 제24회 졸업장 수여식(146명 - 총졸업생 6278명)
- 2006.03.01 27학급 편성(특수학급 1)
- 2006.03.29 교육부로부터 교육복지투자우선지역 지원사업 학교로 선정
- 2007.02.15 제25회 졸업장 수여(159명 - 총졸업생 6437명)
- 2007.03.01 26학급 편성(특수학급 2학급)
- 2007.03.01 교원능력개발 평가 연구학교 지정(광역시)
- 2008.02.19 제26회 졸업장 수여(149명-총졸업생 6586명)
- 2008.03.01 23학급 학급편성(특수학급 2학급)
- 2008.03.01 제14대 이영자 교장 부임
- 2008.03.01 교원능력개발 평가 연구학교 지정(광역시)
- 2009.02.18 제27회 졸업장 수여(106명-총졸업생6692명)
- 2009.03.01 21학급편성(특수학급 2학급)
- 2010.02.12 제28회 졸업장 수여(124명-총졸업생 6816명)
- 2010.03.01 22학급편성(특수학급 2학급)
- 2010.03.01 “2009 개정교육과정 운영을 통한 자기주도적 학습력 신장” 정책 연구학교 지정(광역시)
- 2011.02.18 제29회 졸업장 수여(99명-총졸업생 6915명)
- 2011.03.01 21학급 편성(특수학급 2학급)
- 2011.09.01 제15대 김철홍 교장 부임
- 2012.02.17 제30회 졸업장 수여(96명-총졸업생 7011명)
- 2012.03.01 20학급 편성 (특수학급 2학급)
- 2013.02.21 제31회 졸업장 수여(84명-총졸업생 7095명)
- 2013.03.01 19학급 편성(특수학급 2학급)
- 2014.02.21 제32회 졸업장 수여(70명-총졸업생 7165명)
- 2014.03.01 20학급 편성(특수학급 2학급)
- 2014.03.01 제16대 신치용 교장 부임

## 참고 자료
- 일산초등학교 - 한국교육학술정보원 학교알리미